# Roca (Nebraska)
Roca es una villa ubicada en el condado de Lancaster en el estado estadounidense de Nebraska. En el Censo de 2010 tenía una población de 220 habitantes y una densidad poblacional de 611,1 personas por km².

## Geografía
Roca se encuentra ubicada en las coordenadas 40°39′31″N 96°39′41″O / 40.65861, -96.66139. Según la Oficina del Censo de los Estados Unidos, Roca tiene una superficie total de 0.36 km², de la cual 0.36 km² corresponden a tierra firme y (0%) 0 km² es agua.

## Demografía
Según el censo de 2010, había 220 personas residiendo en Roca. La densidad de población era de 611,1 hab./km². De los 220 habitantes, Roca estaba compuesto por el 96.82% blancos, el 0% eran afroamericanos, el 0% eran amerindios, el 0.45% eran asiáticos, el 0% eran isleños del Pacífico, el 0% eran de otras razas y el 2.73% pertenecían a dos o más razas. Del total de la población el 0% eran hispanos o latinos de cualquier raza.